# كتلة ساكنة
بحث اينشتاين في شحنة الإلكترون وقال بثبات قيمتها ولكنه وجد من خلال النظرية النسبية أن كتلة الإلكترون تزيد بتزايد سرعته. وسبق للعالم تومسون أن قاس النسبة بين كتلة الإلكترون وشحنته بواسطة تجارب أجراها على الإلكترونات المتدفقة في أنابيب التفريغ وبين أن هذه النسبة ثابتة. ولكن العالم الفيزيائي(غي) أجرى عام 1935 قياسات دقيقة وبرهن تحول النسبة المذكورة مع سرعة الإلكترون أعطى غي إلكترونات الأشعة المهبطية المنبعثة من أنبوب كروكس سرعة تقارب 278.000 كيلومتر/ثانية، فكانت نسبة الشحنة إلى الكتلة تساوي 70% من قيمتها في حالة الإلكترونات البطيئة. وكان ذلك بسبب زيادة الكتلة مع السرعة وتحققت بذلك علاقة أينشتاين التي صاغها في النظرية النسبية الخاصة عام 1905.
لذلك نفرق بين كتلة السكون أي كتلة الجسم في حالة السكون m 0،
وكتلة الجسم المتحرك، إلا أن كتلة الجسم الذي يتحرك بسرعة مقاربة لسرعة الضوء هو الذي تزيد كتلته، وإلا فالزيادة لا تكون ملحوظة.
وتحقق العالم بوهر عام 1909 تجريبياً من علاقة تحول الكتلة وذلك أثناء دراسته لطبيعة الإشعاعات المنبعثة من الراديوم المشع. وجد بوهر أن الراديوم المشع يبعث بثلاثة أنواع من الجسيمات أشعة ألفا الموجبة، وجسيمات أشعة بيتا السالبة وأشعة غاما المتعادلة كهربائيا، وعند تحديد خواص هذه الجسيمات والإشعاعات تبين له أن جسيمات ألفا تمتلك كلها كتلاً متساوية تساوي كتلة نواة الهيليوم في حين وجد عدم تساوي كتل جسيمات بيتا التي كانت كتلة بعضها قريبة من كتلة الإلكترون في حين كانت كتلة بعضها الآخر تزيد عن كتلة الإلكترون بعض الشيء . وعند التمحيص وجد أن الكتل الكبيرة تعود على الإلكترونات السريعة . فطبق على هذه الجسيمات العلاقة النسبية في زيادة الكتلة بزيادة السرعة ، وحصل منها على قيمة للكتلة الساكنة m 0 تساوي كتلة جسيمات بيتا البطيئة التي تساوي بدورها الكتلة الساكنة للإلكترون. ومنذ ذلك الوقت عرفنا أن أشعة بيتا ليست إلا إلكترونات.
كتلة الإلكترون الساكن:
9.11 × 10−31 كجم
وكتلة البروتون الساكن :
1.67 × 10−27 كجم

## كتلة السكون والنظرية النسبية
تنبأت النظرية الذرية بزيادة كتلة الأجسام المتحركة، على الأخص كلما اقتربت سرعتها من سرعة الضوء، والعلاقة بين الكتلة وسرعتها تعطى بالمعادلة:
{\displaystyle m={m_{0} \over {\sqrt {1-{\frac {v^{2}}{c^{2}}}}}}\!}
حيث :
m كتلة الجسم عند السرعة v
m 0 كتلة السكون للجسم
مثال لزيادة الكتلة الساكنة للإلكترون بزادة سرعته (نفترض سرعة الإلكترون 90 % من سرعة الضوء البالغة 300000 كم/ثانية):
{\displaystyle m={m_{0} \over {\sqrt {1-{\frac {v^{2}}{c^{2}}}}}}\!}
{\displaystyle m={m_{0} \over {\sqrt {1-{\frac {270000^{2}}{300000^{2}}}}}}\!}
{\displaystyle m={m_{0} \over {\sqrt {1-0.81}}}\!}
{\displaystyle m={m_{0} \over {\sqrt {0.19}}}\!}
{\displaystyle m={m_{0} \over {0.44}}\!}
{\displaystyle m={2.2\ m_{0}}\!}
أي أن كتلة الإلكترون تتضاعف كتلته عندما تصل سرعته إلى 90 % من سرعة الضوء.

## الطاقة الساكنة
تحدد علاقة الطاقة الساكنة (بالإنجليزية: Rest energy)‏ {\displaystyle E_{0}} لجسيم أولي بالعلاقة الآتية:
{\displaystyle \ E_{0}=m_{0}c^{2}}
حيث {\displaystyle c} هي سرعة الضوء في الفراغ. بشكل عام، فقط الاختلافات في الطاقة لها أهمية جسدية.
يأتي مفهوم الطاقة الساكنة من نظرية النسبية الخاصة التي تؤدي إلى استنتاج أينشتاين الشهير حول تكافؤ الطاقة والكتلة.
من ناحية أخرى، يمكن تعريف مفهوم الكتلة الثابتة (الساكنة) المكافئة لديراك من حيث الطاقة الذاتية المقابلة لمنتج تيار مادة هندسية وإمكانات عامة كجزء من تعريف واحد للكتلة في نظرية هندسية موحدة.